# Linospadix
Linospadix es un género con unas ocho especies de plantas con flores perteneciente a la familia  de las palmeras (Arecaceae).  
Es originario de Nueva Guinea hasta el este de Australia.

## Taxonomía
El género fue descrito por H. Wendland in H.Wendland & Drude y publicado en Linnaea 39: 177, 198. 1875.
Etimología
Linospadix: nombre genérico que procede de las palabras griegas: linon = "lino o hilo" y spadix = inflorescencia, en referencia a la inflorescencia espigada y delgada.

## Especies
- Linospadix albertisianus (Becc.) Burret (1935).
- Linospadix apetiolatus Dowe & A.K.Irvine (1997).
- Linospadix caninus (Becc.) Burret (1935).
- Linospadix microcaryus (Domin) Burret (1935).
- Linospadix microspadix Becc. (1914).
- Linospadix minor (W.Hill) Burret (1935).
- Linospadix monostachyos (Mart.) H.Wendl. (1875).
- Linospadix palmerianus (F.M.Bailey) Burret (1935).